# Норильське повстання
Нори́льське повста́ння — повстання політичних в'язнів Норильського концтабору, яке тривало з 26 травня по 4 серпня 1953 року.

## Ситуація в таборах після смерті Сталіна
Після смерті Сталіна у березні 1953 у політв'язнів з'явилася надія на пом'якшення надзвичайно жорстких табірних умов, але політичні в'язні під амністію не потрапили. Понад 70% політв'язнів були українцями, режим утримання яких був найжорсткішим. Багатьох московська влада засудила на так званий «бандерівський стандарт» — 25 років ув'язнення. Після марних сподівань на перегляд справ, конспіративні центри українських політв'язнів, які з кінця 1947 року з'явилися у кожному радянському концтаборі, почали піднімати політзеків на бунти, деякі з яких переросли у справжні повстання.
Історія ГУЛАГу знає три найбільші з них — Норильське і Воркутинське 1953-го та Кенгірське 1954 року. Саме вони докорінно змінили систему ГУЛАГу, змусивши московське керівництво реформувати її.

## «Горлаг»— Норильська група концтаборів
Норильська група концентраційних таборів СРСР розташовувалася у Таймирському (тепер Долгано-Ненецькому) окрузі Красноярського краю Росії. Усі промислові підприємства цього округу підпорядковувалися Норильському управлінню таборів, яких було близько 40. Лише в районі міста Норильськ загальна кількість ув'язнених становила не менше, ніж 50 тисяч осіб. В'язні працювали на руднику, вугільних шахтах, цегельному та мідному заводах, хлоро-кобальтовому заводі № 25, деревообробному комбінаті (ДОК), а також зводили місто Норильськ.

## Початок Норильського повстання
Передумовами до повстання стало прибуття в Горлаг етапів з ув'язненими, які вже мали досвід участі в табірних заворушеннях 1952 року, а також смерть Сталіна (5 березня 1953) і той факт, що амністія поширилася лише на кримінальників та ув'язнених з малими термінами, відсоток яких у Горлагу був невеликий. Багато ув'язнених були політичними. При цьому джерела відзначають, що сам виступ був спровокований табірною адміністрацією (стрілянина по житлових зонах, вбивства охороною ув'язнених), імовірно навмисно — з метою виявлення та ізоляції найактивніших табірників.
25 травня того ж 1953 року були вбиті табірною охороною в'язні Жигайлов і Софроник, а також був поранений Дзюбук. Наступного дня сержант Дятлов автоматною чергою вбив трьох і поранив сімох в'язнів 4-го й 5-го табірних відділень. Саме там і почалося повстання, яке охопило всі інші відділення Норильського концтабору.
У відповідь в 4-й зоні «Горлагу» в'язні припинили роботу на будмайданчику, а на одному з будинків, так, щоб добре було видно в інших зонах, написали: «Нас убивають і морять голодом». Керівником повстання 4-ї зони був українець Євген Грицяк, який тоді залишився живий і до 2017 року проживав на Івано-Франківщині.
В'язні зібрали мітинг, на якому виступив Грицяк із закликом до страйку, відмовилися повертатись у житлову зону.
|  | «Ми були горді за нього. На таке мало хто з десятків тисяч міг би наважитися. Він узяв на себе все: ініціативу, керівництво й повну відповідальність» |

, — згадує один з активістів повстання львів'янин Іван Кривуцький.

## Перебіг повстання

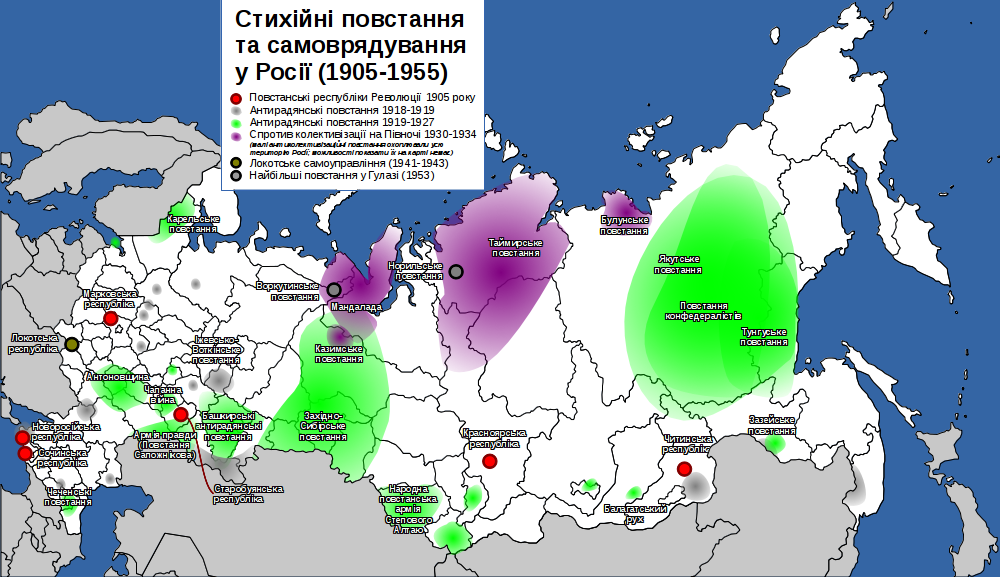
Норильське повстання на мапі стихійних повстань у Росії першої половини XX століття

Наступного дня повстанців підтримали в'язні 5-ї зони, а згодом і 6-ї (жіночої), де українки вивісили гасло «Свобода народам і людині!». 1 червня до повсталих приєдналися 1 400 в'язнів табірного відділення № 1.
5 червня 1953 року в «Горлагу» шість табірних відділень припинили роботу і виявили масову непокору табірній адміністрації у п'яти табірних відділеннях, де утримувалося 16 378 ув'язнених.
Загальновизнаним гаслом в'язнів 3-ї зони, які оголосили про повстання 4 червня, стало «Воля або смерть». Вони вивісили чорний прапор із червоною смужкою, що символізувало пролиту кров у боротьбі. Як правило, члени комітетів повсталих зон розподілили між собою обов'язки: були окремі відповідальні за інформацію, агітацію та пропаганду, роботу на кухні, у лазні та пральні, за господарські справи, медчастину, культурно-виховну роботу. У дні повстання в табірних клубах проводили репетиції гуртків, хорів, працювали бібліотеки, відбувалися концерти, в'язні організовували спортивні змагання. Комітети повсталих табірних відділень Норильська стали водночас законодавчими і виконавчими, охоронними й каральними органами. Особливо чітко під час повстання вони налагодили роботу з охорони порядку. Такій дисципліні дивувалася навіть тюремна адміністрація.
Керівниками повстання у 3-й зоні були лідери двох українських підпільних груп: відомий дисидент і правозахисник Данило Шумук (організатор Української Самодопомогової організації, створеної ще 1948 року) і Степан Семенюк (керівник націоналістичного осередку, до ув'язнення — провідник Організації українських націоналістів Луцької округи на Волині, суспільно-політичний референт обласного проводу і груп «Турів» та «Тютюнник» Воєнної Округи УПА-Північ, провідник суспільно-політичної референтури ОУН Північно-західних українських земель). «Ми пам'ятали наказ Проводу ОУН: продовжувати боротьбу за волю України й інших поневолених народів скрізь і за будь-яких обставин», — говорив пізніше Степан Семенюк, який зараз мешкає у Польщі та часто приїздить до України, зустрічається з молоддю та розповідає про ті події.
Данило Шумук (який був підлеглим Степана Семенюка в УПА на Волині), відсидів у радянських концтаборах майже 43 роки, після звільнення емігрував до Канади і лише кілька років тому повернувся у рідне село на Донеччину, де помер та похований.
Було створено страйкові комітети. На високі труби котелень були підняті чорні прапори смерті й непокори. Цілодобово завивали сирени. З повітряних зміїв над Норильськом розсипалися тисячі листівок із закликом підтримати в'язнів морально: повідомити керівництву СРСР про насилля над в'язнями в Норильських таборах… На дахах та інших високих місцях колишні моряки азбукою Морзе за допомогою кольорових прапорців узгоджували й координували дії повстанців, а також повідомляли про трагедії із зони в зону. Навіть почала регулярно випускатися стінгазета «Шило»…

## Придушення повстання
4 липня у 4-ій зоні адміністрація поставила ультиматум: вихід за зону або розстріл. Щоб уникнути кровопролиття і зберегти людей, керівник повстання Євген Грицяк вивів усіх за зону.
Найдовше протрималася 3-тя зона, яка переважно складалася з українських і прибалтійських націоналістів, засуджених на каторжні роботи. Останній чорний прапор жалоби за вбитими побратимами, який в'язні вивісили на початку повстання, зірвали 4 серпня 1953 року, коли на територію зони в'їхало сім вантажівок з озброєними солдатами. На штурм табору мобілізували й цивільних комуністів та комсомольців Норильська, керівників підприємств і цехів заводів та фабрик. За офіційними документами загальна кількість загиблих становила до 150 людей. Їхні тіла поховали на цвинтарі під горою імені Шмідта біля міста. З усіх повстанців тюремна адміністрація виокремила 2 920 активістів — 45 із них заарештували як організаторів, 365 — посадили в тюрму, 1 500 — перевели до Магадана. Решту ізолювали у нових табірних пунктах.
Це було найперше й наймасовіше повстання після смерті Сталіна. Ключову роль у Норильському повстанні, яке тривало 61 день, відіграли українці, зокрема колишні бійці УПА. Коли почався штурм військами МВС захоплених в'язнями табірних зон і солдати та офіцери поливали повстанців свинцем з автоматів та кулеметів, українські патріоти відбивалися камінням. А коли й воно закінчилося — заспівали свій гімн «Ще не вмерла Україна».

## Наслідки та значення повстання
Саме з Норильського повстання почався демонтаж людиноненависницької системи Леніна—Сталіна. Майже через два місяці після Норильського повстання, у воркутинському таборі «Речлаг» теж почалися заворушення.